# Icatibant
Icatibant ist ein Arzneistoff zur Behandlung akuter Attacken des Hereditären Angioödems (HAE). Es ist aus zehn aminosäureähnlichen Bausteinen aufgebaut und hat eine ähnliche Struktur wie das körpereigene Bradykinin und kann daher an dessen Stelle spezifisch an Bradykinin-B2-Rezeptoren binden (peptidomimetische Wirkung). Icatibant wirkt als Antagonist, das heißt, es blockiert die B2-Rezeptoren, so dass die Wirkung des Bradykinin unterdrückt wird.
Bradykinin ist ein Peptid-basiertes Hormon. Es wird im Körper lokal im Gewebe gebildet, häufig als Reaktion auf ein Trauma. Bradykinin erhöht die Durchlässigkeit der Gefäße, erweitert die Blutgefäße, und führt zur Kontraktion von glatten Muskelzellen. Das Hormon spielt außerdem eine wesentliche Rolle bei der Schmerzvermittlung.
Eine erhöhte lokale Konzentration von Bradykinin ist für die typischen Entzündungssymptome wie Schwellung, Rötung, Überwärmung und Schmerz verantwortlich. Diese Symptome werden über die Aktivierung von Bradykinin-B2-Rezeptoren vermittelt. Da auch Icatibant an B2-Rezeptoren bindet und Bradykinin verdrängt, bildet es einen kompetitiven B2-Antagonisten, der hemmend auf den Rezeptor wirkt.
Am 11. Juli 2008 hat die Pharmafirma Jerini AG von der Europäischen Kommission die Zulassung für Firazyr, eine Injektionslösung mit dem Wirkstoff Icatibant, zur Behandlung akuter Attacken des Hereditären Angioödems (HAE) erhalten. Damit ist es als erste Therapieform für die Indikation HAE in allen EU-Staaten zugelassen. In der Schweiz erfolgte die Zulassung durch Swissmedic am 17. Juni 2009. Die Injektionslösung wird unter die Haut (subcutan) gespritzt. Icatibant ist zugelassen zur Selbstanwendung durch den Patienten. Es ist erhältlich in 3 ml Spritzen mit einer Konzentration von 10 mg/ml.